# Eulogio Robles Pinochet
Eulogio Robles Pinochet (Los Ángeles, 1831-Pozo Almonte, 7 de marzo de 1891) fue un militar chileno. Participó en la Guerra del Pacífico y en la Guerra Civil de 1891.

## Biografía
Hijo del Capitán José Gregorio Robles Menéndez y de Bernardina Pinochet Seguel.
Participó en la Revolución de 1851 apoyando al gobierno de Manuel Montt y luchando en la batalla de Loncomilla. En la Revolución de 1859, con el grado de teniente del ejército gobiernista, luchó en la batalla de los Loros el 14 de marzo de 1859, cayendo prisionero de las tropas revolucionarias. Fue llevado preso a La Serena y, al triunfar la causa gobiernista, fue liberado. 
Como capitán, participó en las campañas de la Ocupación de la Araucanía. Luchó en la guerra contra España, y en 1865 formó parte de la expedición a Chiloé. En 1867 ascendió a Sargento Mayor, y al estallar la Guerra del Pacífico fue nombrado Segundo Comandante del Regimiento “Lautaro”.
Luchó en las batallas de Chorrillos y de Miraflores. El 20 de febrero de 1881 fue nombrado Presidente del Tribunal Militar de Tocopilla y ascendió a Coronel Graduado el 31 de mayo de 1881. El 25 de febrero de 1882 fue nombrado Presidente del Tribunal Militar de Huancayo y participó en las campañas de la Sierra. El 10 de febrero de 1883 regresó a Chile.
Al iniciarse la Guerra Civil de 1891, apoyó al presidente José Manuel Balmaceda y fue nombrado Secretario y Ayudante General del Estado Mayor General. Al mando de una división derrotó a las fuerzas revolucionarias en la batalla de Dolores el 15 de febrero de 1891 y en el combate de Huara el 17 de febrero del mismo año. Fue ascendido a General de Brigada tras el triunfo en Huara. Fue derrotado en la Batalla de Pozo Almonte y fue herido en numerosas ocasiones. Fue retirado del combate por funcionarios de la Cruz Roja. Fue asesinado y su cuerpo masacrado sin piedad por las tropas revolucionarias, estando aún bajo la protección de la Cruz Roja.
Post Mortem ascendió a General de Brigada.

## Homenajes
- La Brigada de Operaciones Especiales "Lautaro" del Ejército lleva también su nombre como patronímico.[2]